# Романяк, Мирослав Иосифович
Мирослав Иосифович Романяк (26 июля 1913, город Дрогобыч, Австро-Венгрия — † 30 октября 2006, город Дрогобыч, Украина) — почетный гражданин города Дрогобыча, известный врач-хирург, профессор, депутат Верховного Совета СССР 3-го созыва. Депутат Дрогобычского областного совета 2-го созыва.

## Биография
Родился в семье рабочего Дрогобычского солеварного завода. После окончания начальной школы до 1930 года учился в Дрогобычской украинской гимназии, затем продолжал учебу в Львовской и Дрогобычской малых духовных семинариях.
В 1931 — 1932 р. — учился на 1-м курсе медицинского факультета университета города Брно в Чехословакии. В 1932 возвратился в Дрогобыч, где в июне 1933 года окончил 8-й класс гимназии.
В 1933 — 1939 р. — студент медицинского факультета университета города Познань в Польше.
В мае 1939 — марте 1943 р. — ординатор хирургического отделения Дрогобычской больницы. В июне 1943 — июле 1944 р. — хирург Золочевской больницы. В августе 1944 — 1945 р. — ординатор хирургического отделения Дрогобычской областной больницы.
В 1945 — 1968 р. — заведующий хирургического отделения Дрогобычской областной больницы. В 1949 — 1959 р. — главный хирург Дрогобычской области.
В 1950 году защитил кандидатскую диссертацию.
В 1957 — 1968 р. — доцент, профессор кафедры педагогики Дрогобычского педагогического института имени Ивана Франко.
В январе 1962 получил степень доктора медицинских наук, а в 1965 — ученое звание профессора.
В 1968 — 1978 р. — профессор, заведующий кафедрой общей хирургии Ивано-Франковского медицинского института.
В 1978 — 2006 р. — профессор Дрогобычского педагогического института имени Ивана Франко. Одновременно работал консультантом хирургического отделения Дрогобычской областной больницы.
Сделал более 11 тысяч хирургических операций. Автор 86 научных трудов.

## Награды
- орден Ленина (1961)
- медали
- Заслуженный врач Украинскої ССР (1957)
- Почетный гражданин города Дрогобыч (2003)